# Anopheles walkeri
Anopheles walkeri es una especie de mosquito del género Anopheles, de la familia Culicidae, orden Diptera. Fue descrita por Theobald en 1901.
Se distribuye por América del Norte: Estados Unidos y Canadá. Las larvas de Anopheles walkeri habitan en ecosistemas húmedos con plantas herbáceas y en bordes de estanques con vegetación emergente.
Se sabe que varios de estos ejemplares de los Estados Unidos albergan cepas de la malaria como Plasmodium vivax y Plasmodium falciparum.